# Joan Ribó
Ribó  Canut est un nom espagnol. Le premier nom de famille, en général paternel, est Ribó ; le second, en général maternel, souvent omis, est Canut.
Pour les articles homonymes, voir Ribo.
Pour les articles homonymes, voir Ribo.
Joan Ribó Canut, né le 17 septembre 1947 à Manresa, est un homme politique espagnol membre de Compromís.
Il est élu maire de Valence en 2015 avec le soutien du Parti socialiste du Pays valencien (PSPV) et de València en Comú (ca). Il est réélu en juin 2019 avec le soutien du PSPV mais est finalement battu en mai 2023 et doit alors céder le pouvoir au Parti populaire.

## Biographie
Joan Ribó i Canut, naît le 17 septembre 1947 à Manresa. Il passe son enfance à Adrall (province de Lérida) puis fait ses études secondaires au collège Saint-Ignace (Barcelone) (en) (jésuite) de Barcelone. Après des études d'ingénierie en agronomie à l'université polytechnique de Valence, il dirige des travaux de recherche à l'université de Valence, avant de devenir professeur (catedràtic).
Député au Parlement valencien de 1995 à 2007, il est depuis cette date membre du conseil municipal de Valence.

### Premier mandat de maire de Valence
Le 13 juin 2015, il est élu maire de la ville, succédant ainsi à Rita Barberá, qui était en place depuis 1991.

### Deuxième mandat de maire de Valence
Lors des élections municipales de 2019 à Valence, sa liste arrive en tête. Il est investi pour un second mandat le 15 juin suivant par 17 voix sur 33, soit l'exacte majorité absolue, avec le soutien du Parti socialiste,.
Fin 2022, il annonce son intention d'être à nouveau le candidat de Compromís lors des élections municipales de mai 2023. Les élections sont cependant remportées par le Parti populaire dont la candidate, María José Catalá, succède à Joan Ribó le 17 juin suivant.